# Osiecznica
Osiecznica (in tedesco Wehrau) è un comune rurale polacco del distretto di Bolesławiec, nel voivodato della Bassa Slesia. Ricopre una superficie di 437,07 km² e nel 2004 contava 7 077 abitanti.